# Absentia (sèrie de televisió)
Absentia és una sèrie de televisió de suspens nord-americana que va ser estrenada el 25 de setembre de 2017 a AXN. Dirigida per Oded Ruskin, conjuntament amb les estrelles de la sèrie Stana Katic i Patrick Heusinger. El 19 de juny de 2018, la sèrie va ser renovada per una segona temporada i va ser emesa el 26 de març de 2019 a la cadena AXN.

## Premissa
La sèrie explica la història de l'agent de l'FBI Emily Byrne que, mentre que persegueixen l'assassí més gran en sèrie de Boston, desapareix sense cap rastre i és declarada morta en absència. Sis anys més tard, és trobada en una cabana en el bosc, amb prou feines viva i sense memòria dels anys que ha estat desapareguda. Quan retorna a casa s'adona que el seu marit s'ha tornat a casar i el seu fill està sent criat per la seva nova dona, i aviat es troba implicada en una nova sèrie d'assassinats.

## Repartiment i personatges
- Stana Katic com a l'agent especial Emily Byrne, una exagent de l'FBI que va desaparèixer mentre estava en la recerca d'un dels assassins en sèrie més buscats de Boston i va ser declarada morta, però retorna sis anys més tard sense cap record del seu segrest.[5] Mentre que lluita per reconstruir la seva vida i revelar el misteri de la seva desaparició, es converteix en la principal sospitosa en una cadena de nous assassinats impactants, i esdevé fugitiva.[6] Kalina Zaharieva interpreta a l'Emily de jove.
- Patrick Heusinger com a l'agent especial Nick Durand,[4] el marit de l'Emily i un agent de l'FBI que pateix amb la culpabilitat d'haver deixat de buscar a l'Emily. Intenta equilibrar la seva vida amb el retorn de l'Emily i els seus ressurgents sentiments per ella en contra del seu nou matrimoni amb Alice. Després que l'Emily fugi, la seva creença que l'Emily és innocent s'enfonsa i, després que la seva família es trobi en perill, la persegueix de manera implacable.
- Cara Theobold com l'Alice Durand, la nova dona de Nick i la madrastra de Flynn. Alice intenta mostrar-se de manera amable i agradable, però el seu comportament cap a Emily esdevé cada cop més dur després del seu retorn, creient que és un perill per Flynn i que està perdent l'afecte de Nick.
- Neil Jackson com a Jack Byrne, el germanastre gran de l'Emily i un desocupat venedor d'equipament mèdic, així com un cirurgià que va perdre la seva feina i llicència mèdica a causa de la seva addicció a l'alcohol provocada pel trauma de la desaparició d'Emily.
- Angel Bonanni com a Tommy Gibbs, un ambiciós i implacable detectiu policial de Boston al càrrec d'investigar a l'Emily per assassinat, qui més tard forma equip amb Nick per empaitar a l'Emily.
- Bruno Bichir com a Daniel Vega, un psicòleg i perfilador de l'FBI, que treballa amb l'Emily per tal de curar les seves ferides psicològiques i trobar el seu segrestador.
- Paul Freeman com a Warren Byrne, un oficial de la policia de Boston retirat i el padrastre de l'Emily.
- Ralph Ineson com a l'agent especial Adam Radford, l'agent especial polític i professional a càrrec de l'oficina de camp de l'FBI de Boston, i el cap de Nick i Emily. Mentre que es preocupa per l'Emily, més tard coordina un operatiu per l'Emily després que fugeixi.
- Christopher Colquhoun com a agent especial Derek Crown, un agent de l'FBI i company d'Emily i Nick, qui més tard és promogut a agent a càrrec de l'oficina després de la mort de Radford.
- Patrick McAuley com a Flynn Durand, el fill de 9 anys de l'Emily i el Nick, qui no té cap record de la seva mare i així que se sent estrany i incòmode al voltant seu, tot i que gradualment construeixen una relació.
- Lydia Leonard com a Logan Brandt / Laurie Colson, un periodista que investiga a l'Emily.
- Richard Brake com a Conrad Harlow, un banquer ric i el principal sospitós en el cas que l'Emily investigava abans de la seva desaparició. Mentre l'FBI mai va ser capaç de fer un cas en contra de Harlow com el principal assassí, és condemnat del segrest i l'assassinat de l'Emily i enviat a presó. Sis anys més tard, els resultats de descoberta de l'Emily fan possible el seu alliberament.
- Matthew Le Nevez com a Agent Especial Cal Isaac, un agent de l'FBI i company de l'Emily i el Nick, qui esdevé el company de l'Emily.
- Natasha Little com a agent especial Julianne Gunnarsen, un membre nou de l'Oficina de Camp de Boston que és considerada com la millor perfiladora de l'FBI, i s'uneix a l'oficina després que un letal atac terrorista impacti Boston.

## Episodis
| Número en total | Número del capítol | Títol del capítol         | Dirigit per | Escrit per                    | Data d'emissió          |
| --------------- | ------------------ | ------------------------- | ----------- | ----------------------------- | ----------------------- |
| 1               | 1                  | "El retorn"               | Oded Ruskin | Gaia Violo                    | 25 de setembre del 2017 |
| 2               | 2                  | "Reiniciar"               | Oded Ruskin | Matt Cirulnick                | 25 de setembre del 2017 |
| 3               | 3                  | "L'espectacle de l'Emily" | Oded Ruskin | Elaina Perpelitt              | 2 d'octubre del 2017    |
| 4               | 4                  | "Jo, tu, ell, jo"         | Oded Ruskin | Antoinette Stella             | 9 d'octubre del 2017    |
| 5               | 5                  | "Cavar"                   | Oded Ruskin | Kate Powers                   | 16 d'octubre del 2017   |
| 6               | 6                  | "Ningú no és innocent"    | Oded Ruskin | Matt Cirulnick                | 23 d'octubre del 2017   |
| 7               | 7                  | "A i B"                   | Oded Ruskin | Antoinette Stella             | 30 d'octubre del 2017   |
| 8               | 8                  | "Noi valent"              | Oded Ruskin | Elaina Perpelitt              | 6 de novembre del 2017  |
| 9               | 9                  | "Joc de nens"             | Oded Ruskin | Kate Powers                   | 13 de novembre del 2017 |
| 10              | 10                 | "Pecat original"          | Oded Ruskin | Matthew Cirulnick, Gaia Violo | 20 de novembre del 2017 |

| Número en total | Número del capítol | Títol del capítol | Dirigit per    | Escrit per             | Data d'emissió      |
| --------------- | ------------------ | ----------------- | -------------- | ---------------------- | ------------------- |
| 11              | 1                  | "Casualitats"     | Oded Ruskin    | Samantha Corbin-Miller | 26 de març del 2019 |
| 12              | 2                  | "Bogeria"         | Oded Ruskin    | Brendan Kelly          | 2 d'abril del 2019  |
| 13              | 3                  | "Culpable"        | Oded Ruskin    | Logan Slakter          | 9 d'abril del 2019  |
| 14              | 4                  | "Delinqüents"     | Oded Ruskin    | Milla Bell-Hart        | 16 d'abril del 2019 |
| 15              | 5                  | "Bolo"            | Adam Sanderson | Encara per confirmar   | 23 d'abril del 2019 |
| 16              | 6                  | "Encobrir"        | Adam Sanderson | Encara per confirmar   | 30 d'abril del 2019 |
| 17              | 7                  | "Auge"            | Adam Sanderson | Encara per confirmar   | 7 de maig del 2019  |
| 18              | 8                  | "Assalt"          | Kasia Adamik   | Encara per confirmar   | 14 de maig del 2019 |
| 19              | 9                  | "Compromès"       | Kasia Adamik   | Encara per confirmar   | 21 de maig del 2019 |
| 20              | 10                 | "Còmplice"        | Kasia Adamik   | Encara per confirmar   | 28 de maig del 2019 |

## Direcció
La sèrie ha estat dirigida i produïda per Oded Ruskin. En la direcció, també han participat Adam Sanderson i Kasia Adamik. Els creadors de la sèrie són Gaia Violo i Matt Cirulnick.

## Producció
La producció de la sèrie es va realitzar a Bulgària, on els episodis van estar dirigits per Oded Ruskin. La primera temporada es va rodar de manera continuada, com si es tractés d'una llarga pel·lícula. L'actriu Stana Katic, a part de ser la protagonista d'Absentia, forma part de la producció executiva de la sèrie conjuntament amb Julie Glucksman, Maria Feldman i Matt Cirulnick.

## Estrena
L'estrena mundial de Absentia va ser en la selecció d'obertura al 57è Festival Televisiu de Monte Carlo el juny del 2017. Absentia va ser presentada en un panell a Sony Pictures Television pel Mercat anual de Televisió.
Al Canadà, Absentia va ser mostrada a Showcase, una cadena del país, a principis del 2018. En els Estats Units, la sèrie va ser agafada per Amazon i va ser estrenada a Amazon Prime Video el 2 de febrer del 2018. També, va ser estrenada en la mateixa plataforma en el Regne Unit i a Austràlia. La sèrie va ser emesa a Suècia, Noruega i Dinamarca el 5 de desembre del 2017 a Viaplay.